# Philotrypesis tristis
Philotrypesis tristis är en stekelart som beskrevs av Grandi 1926. Philotrypesis tristis ingår i släktet Philotrypesis och familjen fikonsteklar. Inga underarter finns listade i Catalogue of Life.